# Sonorama
Sonorama (des de 2008 Sonorama-Ribera) és un festival de música que se celebra en un poble prop de Burgos, Aranda de Duero des de l'any 1998. Està organitzat per l'associació cultural, i sense ànim de lucre, Art de Troya, a mitjan agost de cada any.